# Liesel Westermann
Liesel Westermann-Krieg (Sulingen, 1944. november 2. –) olimpiai és Európa-bajnoki ezüstérmes német diszkoszvetőnő. Az első nő aki diszkoszvetésben elérte a 60 métert. Négy alkalommal dobott világcsúcsot. 

## Pályafutása
Tízéves koráig tornázott, majd úszó lett. Tízennégyévesen kezdett atletizálni.
A Ceskoslovensky Sport újság 1963-as európai diszkoszvető utánpótlás ranglistáján 51,70 méterrel első helyen végzett. 1965 szeptemberében az NSZK-Anglia viadalon 55,81 méterrel nyert. Ezzel az eredménnyel az év végi világranglistán hetedik lett. 1966 júliusában Hannoverben 57,04 méterrel NSZK rekordot ért el. Augusztus elején megnyerte az NSZK bajnokságát. Szeptemberben a budapesti Európa-bajnokságon 57,38 méterrel ezüstérmes lett. 1967 júniusában újabb országos csúcsot dobott, amit augusztusban tovább javított. Az universiadén súlylökésben és diszkoszvetésben is aranyérmet szerzett. Fő versenyszámában 59,22 méterrel nyert, amivel fél méterre megközelítette a világcsúcsot. Októberben továbbjavította a rekordját 59,30 méterre. Ezután amerikai versenykörútra ment. A brazíliai versenyen 1,5 méterrel megjavította Tamara Pressz világcsúcsát. Az első női diszkoszvető lett aki elérte a 60 métert. 1968 május végén Christine Spielberg megdöntötte Westermann világcsúcsát. Július 24-én 62,54 méterrel újra világcsúcstartó lett. Az augusztusi német bajnokságon 62,50 méterrel nyert. Szeptemberben edzés közben lábsérülést szenvedett. Emiatt hetekig nem tudott teljesértékű munkát végezni. Az olimpián a második sorozatban feljött Lia Manoliu mögé a második helyre, ezután az eleredő eső miatt nem volt lehetőség javítani.
1969 májusában 61,32 métert dobott. Júniusban 62,70 méterrel tovább javította a világcsúcsát. Szeptemberben egy válogatott viadalon 63,96 méterre növelte a világ legjobb eredményét. Az 1969-es atlétikai Európa-bajnokságon nem indult, mivel az NSZK sportolói visszaléptek az egyéni versenyszámoktól. 1970 júniusában Madridban 62,02 métert ért el, ami a szezonbeli legjobbja volt. Az 1971-es atlétikai Európa-bajnokságon 61,68 méterrel második helyezést szerzett. A győztes Melnik megdöntötte Westermann világcsúcsát. 1972 júniusában 63,76 méterrel nyert versenyt Bukarestben. Augusztusban Zürichben 64,96 méterrel NSZK csúcsot ért el. A müncheni olimpián elsőre 65 méter körül dobott, de kilépett. Későbbi érvényes kísérletei már nem voltak elegendőek az éremszerzéshez, így végül ötödik lett.
1973-ban az augusztusi Európa-kupa elődöntőn, Sittardban érte el a legjobb eredményét 61,90 méterrel. 1974-ben a nyár végéig csak 60,20 méterig jutott. A szeptemberi Európa-bajnokságon 57,40 méterrel hetedik lett.

## Eredményei
NSZK bajnokság
- aranyérmes: 1966, 1967, 1968, 1969, 1970, 1972, 1973, 1974, 1975, 1976
- ezüstérmes: 1963, 1965, 1971

Rekordjai
- 57,04 m (1966. július, Hannover) NSZK rekord
- 57,38 m (1966. szeptember 1., Budapest) NSZK rekord
- 57,98 m (1967. június 21., Berlin) NSZK rekord[10]
- 58,65 m (1967. augusztus, München) NSZK rekord
- 58,92 m (1967. augusztus, Stuttgart) NSZK rekord[11]
- 59,22 m (1967. szeptember, Tokió) NSZK rekord
- 59,30 m (1967. október, Leverkusen) NSZK rekord[12]
- 61,26 m (1967. november 5., São Paulo) világcsúcs[13]
- 62,54 m (1968. július 24., Werdohl) világcsúcs[15]
- 62,70 m (1969. június 18., Kelet-Berlin) világcsúcs[21]
- 63,96 m (1969. szeptember 27., Hamburg) világcsúcs[22]
- 64,96 m (1972. augusztus 13., Zürich) NSZK rekord[26]

Legjobb eredményei évenként
- 1963: 51,70 m[4]
- 1964: 52,70 m[31]
- 1965: 55,81 m (világranglista: 7.)[6]
- 1966: 57,38 m (v: 4.)[32]
- 1967: 61,26 m (v: 1.)[33]
- 1968: 62,54 m (v: 1.)[34]
- 1969: 63,96 m (v: 1.)[35]
- 1970: 62,02 m (v: 3.)[36]
- 1971: 63,00 m (v: 2)[37]
- 1972: 64,96 m (v: 3.)[38]
- 1973: 61,90 m (v: 6.)[39]

## Díjai, elismerései
- Az év német sportolónője (1967, 1969)